# Гамбит Бледова
Гамби́т Бле́дова — шахматный дебют, разновидность принятого королевского гамбита, начинающаяся ходами: 
 1. e2-e4 e7-e5 
 2. f2-f4 e5:f4 
 3. Сf1-c4 d7-d5.
Дебют назван по имени немецкого шахматиста XIX века Людвига Бледова.
В шахматной литературе ход 3. …d7-d5 признаётся солидным продолжением, позволяющим чёрным рассчитывать на равную игру, в то же время современная теория наиболее предпочтительным в данной позиции считает ход 3. …Кg8-f6.
Как правило, гамбит Бледова ведёт к сложной борьбе с взаимными возможностями.

## Варианты

### Продолжение 4. Сc4:d5
- 4. …c7-c6 — вариант Андерсена.
- 4. …Кg8-f6 — вариант Морфи.
- 4. …Фd8-h4+ 5. Крe1-f1
  - 5. …g7-g5 6. g2-g3 — вариант Гиффорда.
  - 5. …Cf8-d6 — вариант Борена — Свенониуса

### Продолжение 4. e4:d5
- 4. …Фd8-h4+ 5. Крe1-f1 Cf8-d6 6. Кb1-c3 Кg8-e7 7. Кc3-e4
- 4. …Кg8-f6 5. Кb1-c3 Cf8-d6 6. Фd1-e2+
  - 6. …Фd8-e7
  - 6. …Сd6-e7
  - 6. …Крe8-f7

## Примерные партии
- Корнфельд — Цукерторт, Познань, 1865[1]

1. e2-e4 e7-e5 2. f2-f4 e5:f4 3. Сf1-c4 d7-d5 4. Сc4:d5 Кg8-f6 5. Кb1-c3 Сf8-b4 6. Кg1-e2 c7-c6 7. Сd5-b3 Сc8-g4 8. d2-d3?! Кf6:e4! 9. d3:e4 Фd8-h4+ 10. Крe1-f1? (лучше 10. Крe1-d2) 10. …f4-f3! 11. g2:f3 Сg4-h3+ 12. Крf1-g1 Сb4-c5+ 13. Кe2-d4 Сc5:d4+ 14. Фd1:d4 Фh4-e1х
- Вестеринен — Францен, Белград, 1988[2]

1. e2-e4 e7-e5 2. f2-f4 e5:f4 3. Сf1-c4 d7-d5 4. e4:d5 Фd8-h4+ 5. Крe1-f1 f4-f3? 6. Сc4-b5+ c7-c6 7. Кg1:f3 Фh4-h5 8. Фd1-e2+ Сf8-e7 9. d5:c6 Кb8:c6 10. Кf3-e5 Фh5-f5+ 11. Крf1-e1 Фf5:c2? 12. Кb1-c3 Сc8-d7 13. Кe5:c6 Сd7:c6 14. Сb5-d3! Сc6:g2 15. Лh1-g1 1-0. Чёрные теряют ферзя.